# Schiras

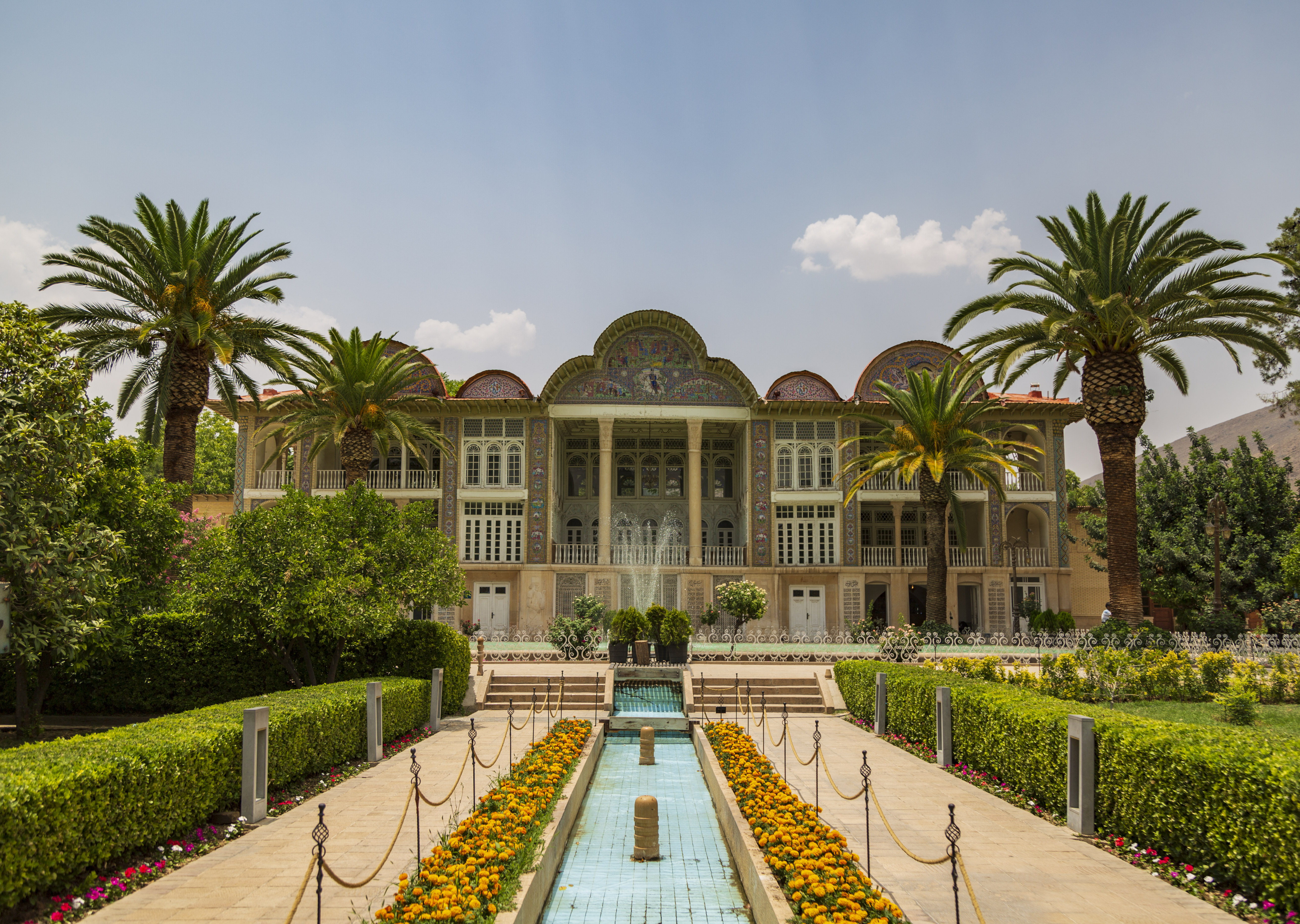
Eram-Garten

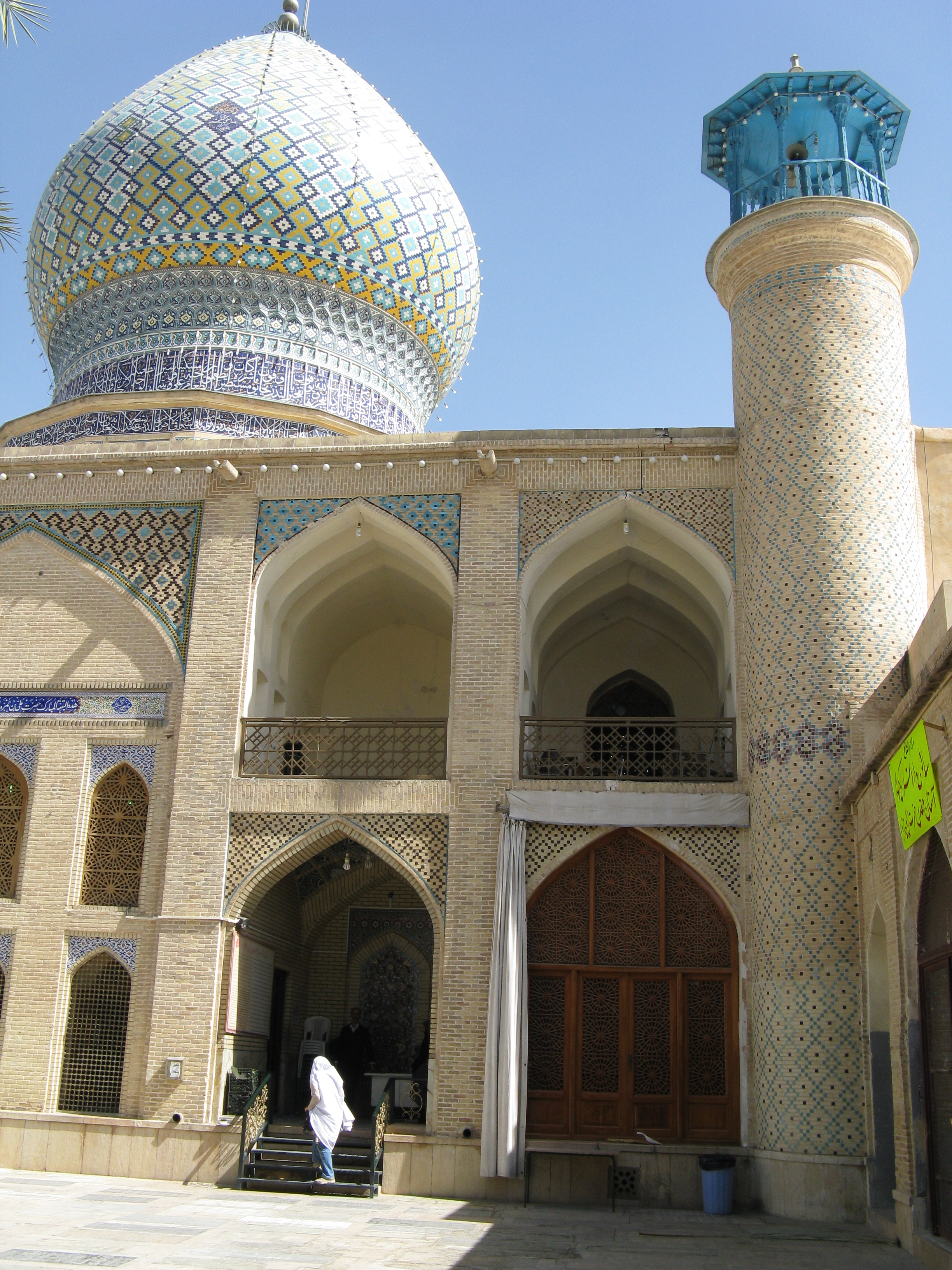
Schrein vom Ali Ibn Hamzeh

Schiras [ʃiːˈɾɒːz] ⓘ (persisch شيراز Schiraz, DMG Šīrāz, englisch Shiraz) ist die Hauptstadt der zentralen iranischen Südprovinz Fars und gehört mit rund 1,9 Millionen Einwohnern (Stand 2016) zu den fünf größten Städten Irans.
Sie liegt etwa 700 km südlich von Teheran im südlichen Zāgros-Gebirge auf etwa 1500 m. Das Klima ist relativ angenehm und mild. Man nennt die für ihre Gartenkultur berühmte Stadt den „Garten Irans“. Ihr Blumenreichtum und die berühmten Rosenzüchtungen geben ihr ein spezifisches Gepräge, das schon bei der Auffahrt durch den äußeren Torbogen auffällt.

## Etymologie
Der früheste Hinweis auf die Stadt findet sich auf elamitischen Schrifttafeln von 2000 v. Chr., die im Juni 1970 bei Bauarbeiten in Schiras gefunden wurden. Auf diesen Tontäfelchen, die in elamischer Sprache verfasst sind, ist der Name der Stadt als Tiraziš. angegeben. Die altpersische Form lautete irādschiš/ und wurde durch Lautverschiebungen zum neupersischen Schirās.

## Geschichte
Die Umgebung der Stadt war schon vor mehr als 2500 Jahren das Kernland des achämenidischen Persien.
Zwei mächtige altpersische Königshäuser stammen von hier: die antiken Achämeniden (559 bis 330 v. Chr.) und die Sassaniden (224 bis 651). Der achteckige Pavillon des Pars-Museums beschreibt die Region und ihre Dynastien.
Doch bereits vor der Einwanderung der Perser in die Persis existierte die Stadt. Die Tontäfelchen, die in Schiras gefunden worden sind, lassen die Vermutung zu, dass die Stadt elamischen Ursprungs ist. Städtische Größe, wirtschaftliche und politische Wichtigkeit erlangte die Stadt jedoch erst unter den Persern. Tontäfelchen aus den Verwaltungsarchiven von Persepolis aus der Zeit von Dareios dem Großen erwähnen Schiras mehrfach. Eine Tontafel des Festungsarchivs erwähnt sogar den Schatz der Stadt als Empfänger von Häuten von geschlachteten Tieren. Nach dem Fall des Persischen Reiches der Achämeniden und der Zerstörung von Persepolis durch Alexander übernahm Schiras die Rolle des kulturellen Zentrums der Perser.
Im Mittelalter residierten in Schiras unter anderem die islamischen Dynastien der Buyiden und Salghuriden, unter denen die Stadt wuchs und erblühte, aber auch mehrfach Schauplatz militärischer Auseinandersetzungen war. Später dezimierten mongolische, türkische und afghanische Überfälle die Größe und Bevölkerung von Schiras. Erst unter Karim Khan-e Zand konnte sich die Stadt ab Mitte des 18. Jahrhunderts wieder erholen und erlebte eine neue Blütezeit, insbesondere in der Wirtschaft und Kultur. Am 20. Juni 1824 wurde die Stadt durch ein Erdbeben zerstört. Schiras ist offiziell zur Kulturhauptstadt Irans erklärt worden.
1967 bis 1977 fand das Schiras-Kunstfestival statt. Die Bevölkerung von Schiras gilt als offen und liberal. Etwa 10.000 bis 12.000 Einwohner gehören heute der jüdischen Gemeinde an.

## Sehenswürdigkeiten

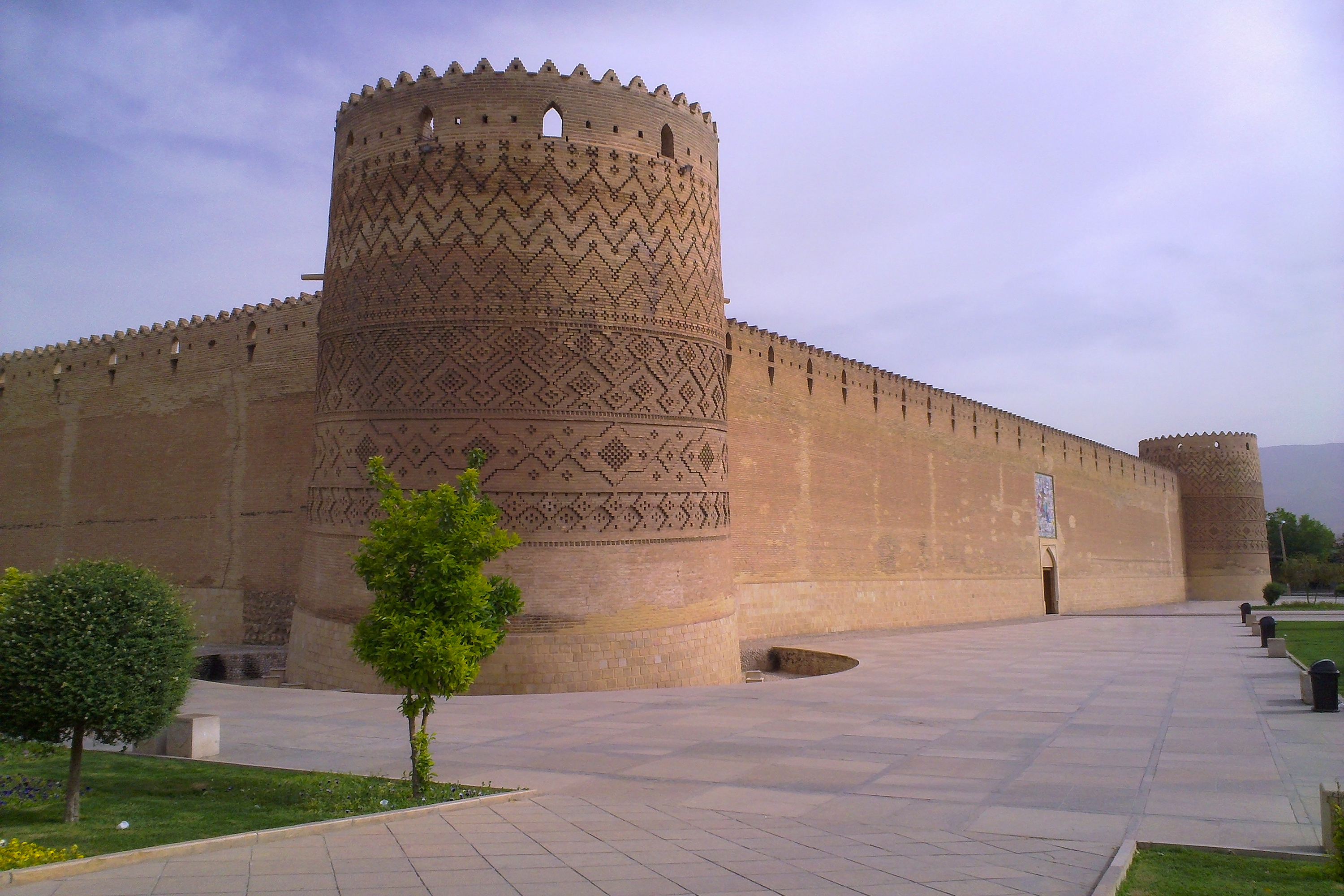
Zand-Zitadelle

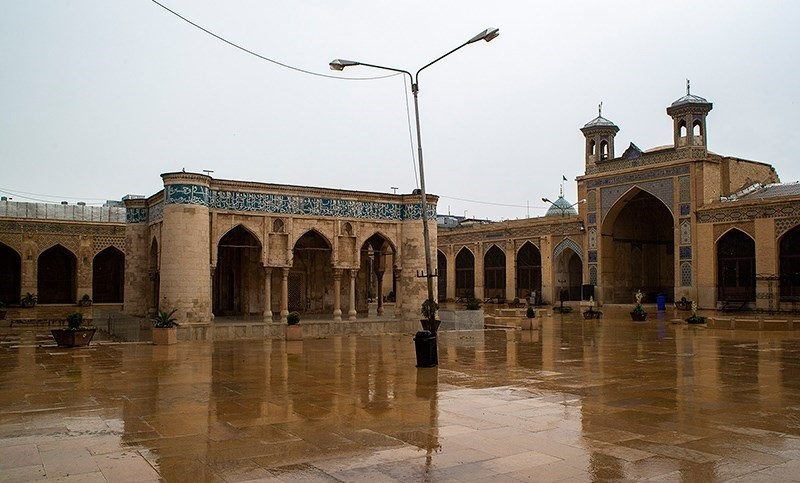
Dschami-Moschee

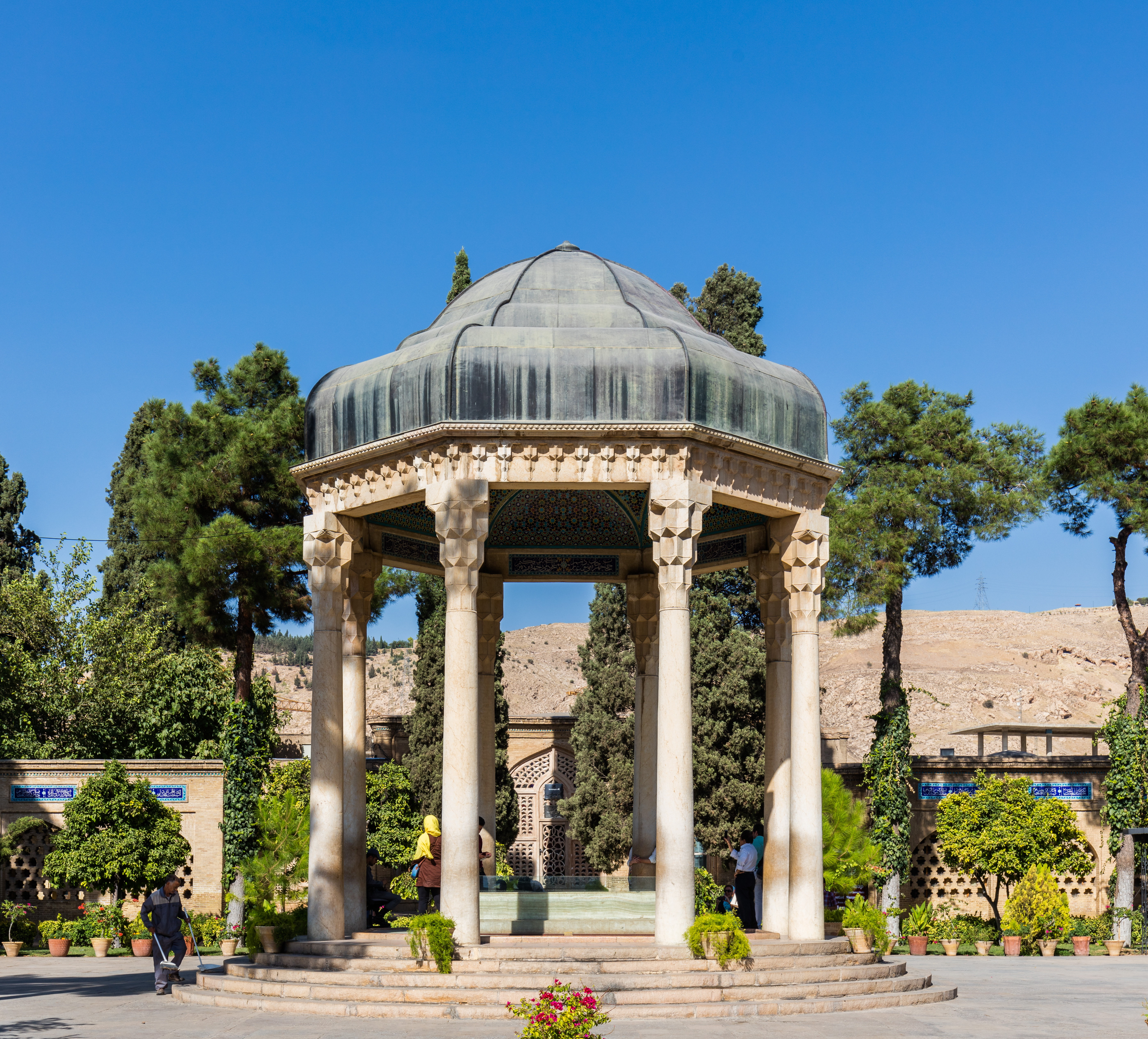
Hafis-Grabmal

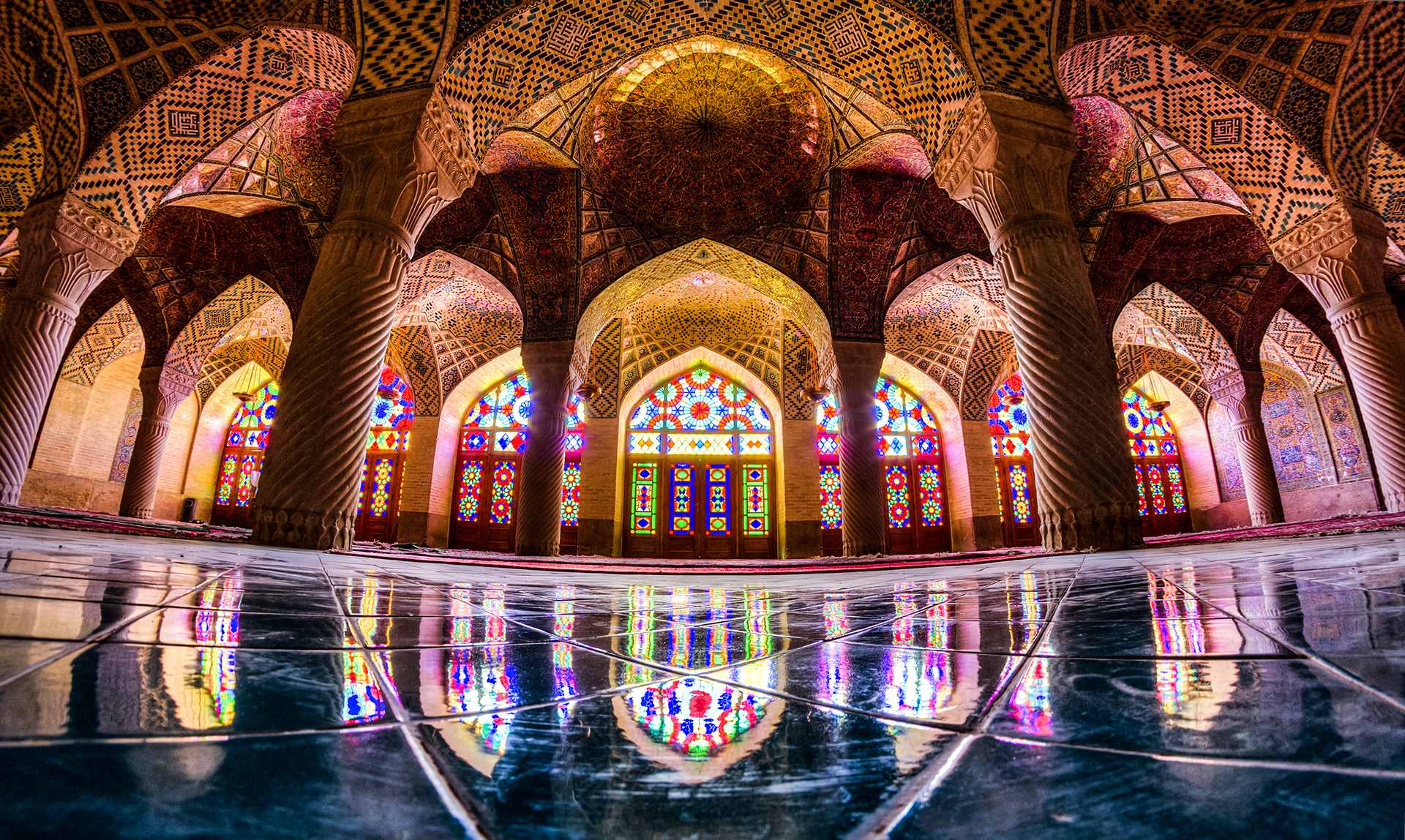
Nasir-ol-Molk-Moschee

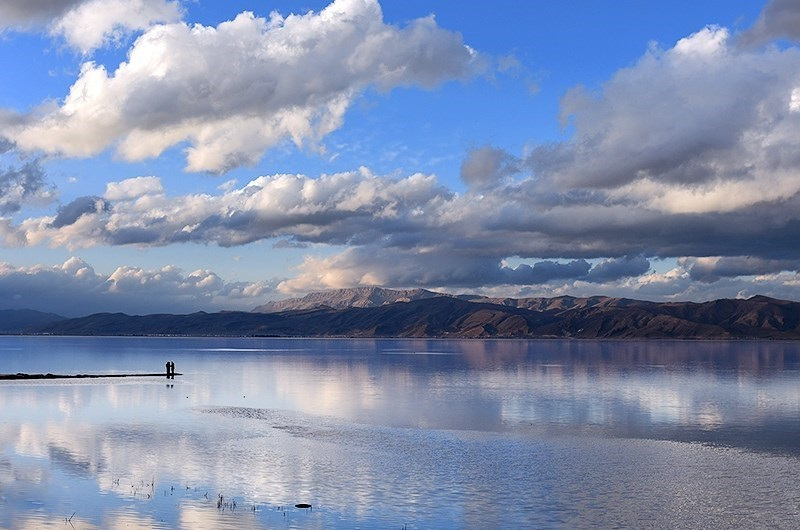
Der Maharloo-See bei Schiras

In Schiras sind die zwei berühmtesten Dichter Persiens in anmutigen Mausoleen am Stadtrand begraben: Hafis und Saadi. Neben den beiden wirkte hier auch Omar Chajjam.
Sehr bedeutend ist die Freitagsmoschee (Schah-Tscheragh-Moschee; arabisch مسجد جامع masdschid dschāmiʿ, DMG masǧid ǧāmiʿ) mit dem Schrein von Schah Tscheragh, einem Bruder des achten Imams Reza.
Eine weitere Sehenswürdigkeit ist die Zitadelle des Karim Khan. Sie wurde um das Jahr 1770 fertiggestellt. Sie liegt im Zentrum der Stadt und diente als Regierungspalast und Wohnpalast, später als Mausoleum.
Weitere Sehenswürdigkeiten:
- Bāsār-e Vakil (Basar)

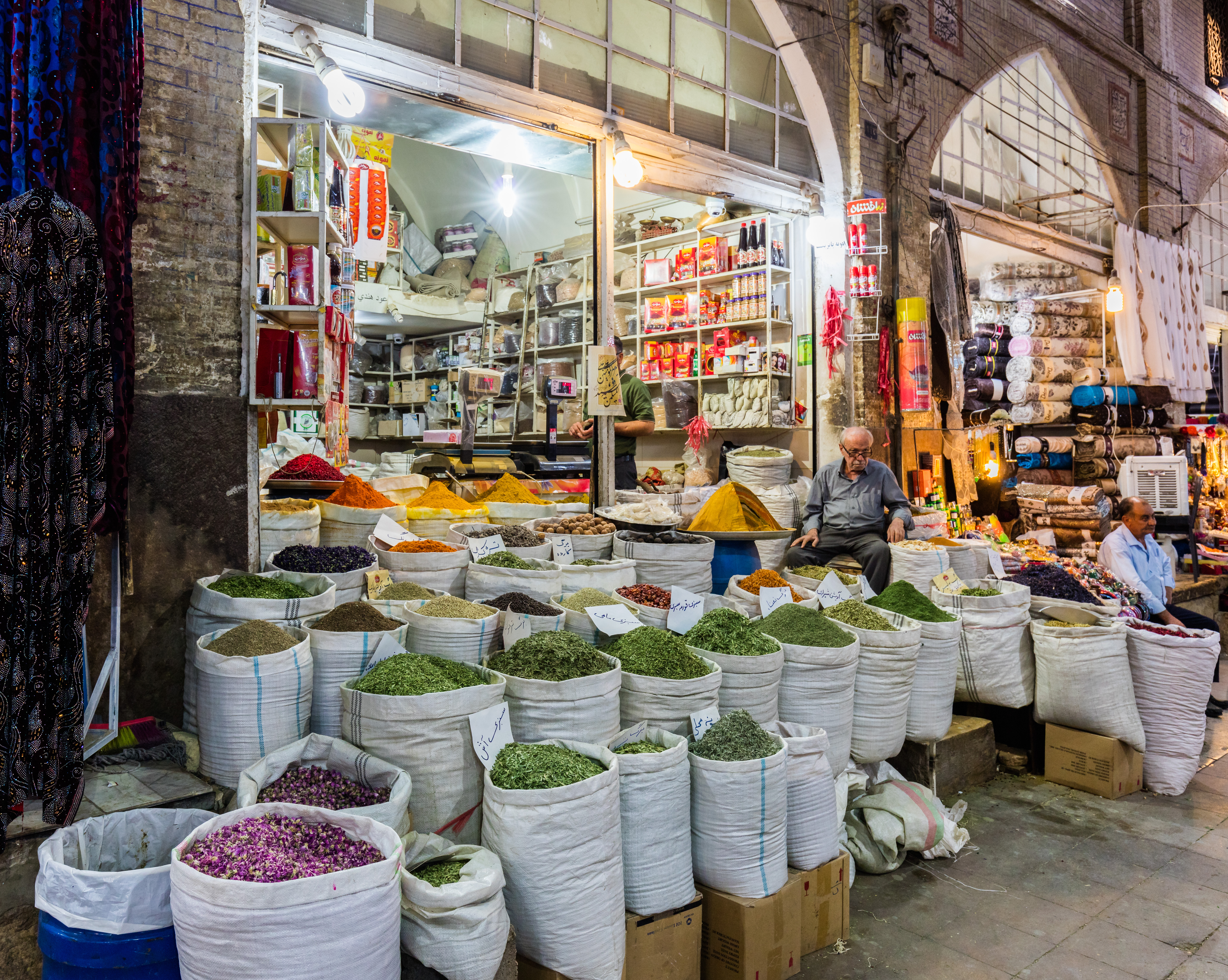
Basar

- Vakil-Moschee (persisch مسجد وکیل), erbaut 1773 unter Karim Khan
- Nasir-ol-Molk-Moschee
- Bāgh-e Eram (Gartenanlage)
- Bāgh-e Afif-Ābād (Gartenanlage)
- Bagh-e Narandschestan (der Orangengarten) mit dem Pavillon Narandschestan-e Ghavam
- Delgoscha-Park (Delgosha Garden)
- Koran-Tor (ein ehemaliges Stadttor)
- Hammām-e Vakil, ehemaliges Bad, heute ein Museum
- Kirche der Heiligen Muttergottes (Schiras) von 1662

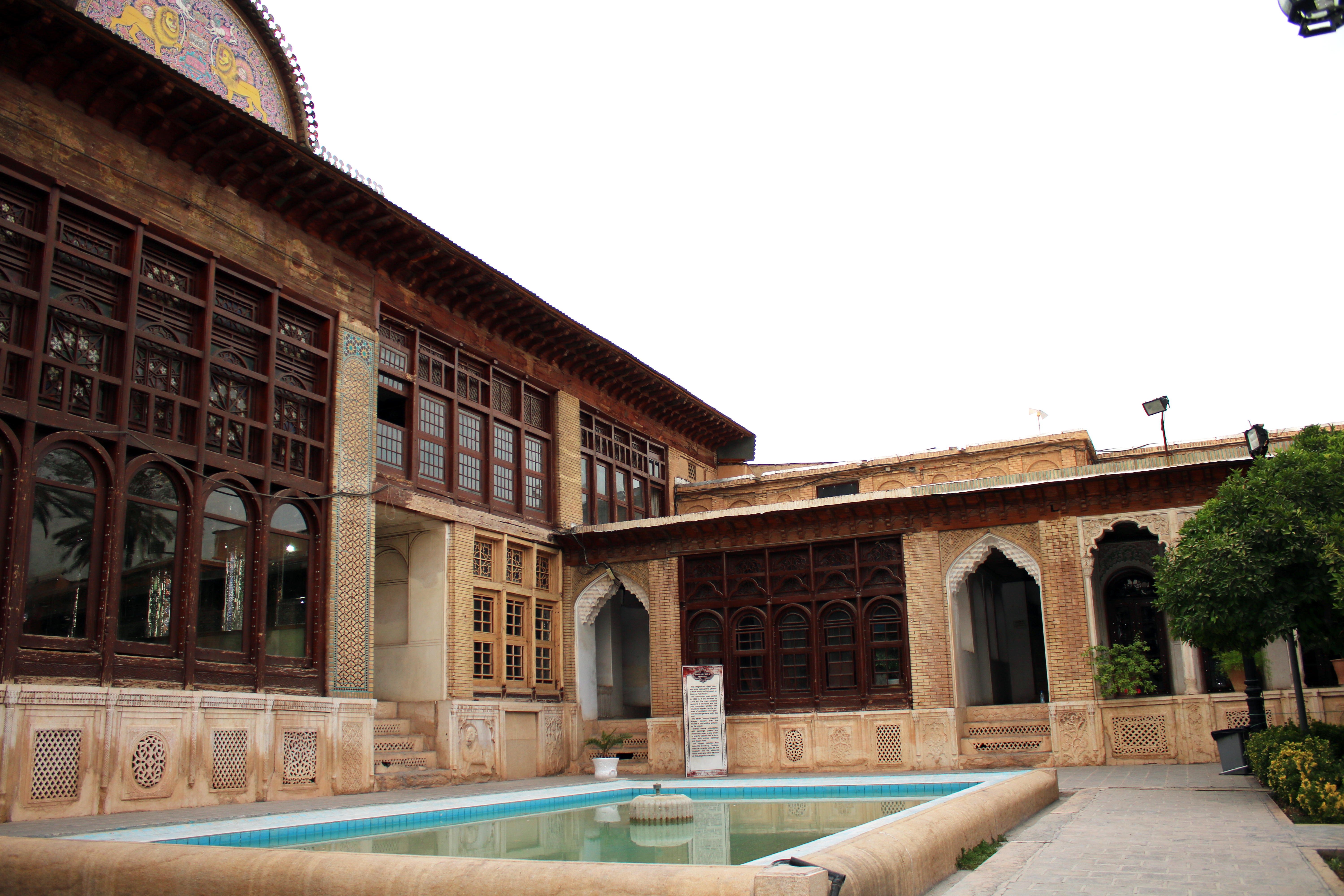
Zinat-ol-Molk-Haus

- Mahārlū-See
- Gahvare-ye Did, Wartturm

- Zinat-ol-Molk-Haus (Museum)

## Verkehr
Die Stadt besitzt einen Kopfbahnhof – dessen Empfangsgebäude soll das größte des Landes sein – in dem die von Teheran kommende Bahnstrecke Badrud–Isfahan–Schiras endet.
In der Stadt befindet sich der internationale Flughafen Schiras.
Die erste U-Bahn-Linie der Stadt wurde am 11. Oktober 2014 eröffnet.

## Universitäten und Forschungseinrichtungen
- Universität Schiras
- Shiraz University of Medical Sciences
- Islamic Azad University of Shirāz
- Islamic Azad University of Marvdasht
- Shiraz University of Technology
- Shiraz University of Applied Science and Technology
- Shiraz Regional Library of Science and Technology

## Söhne und Töchter der Stadt

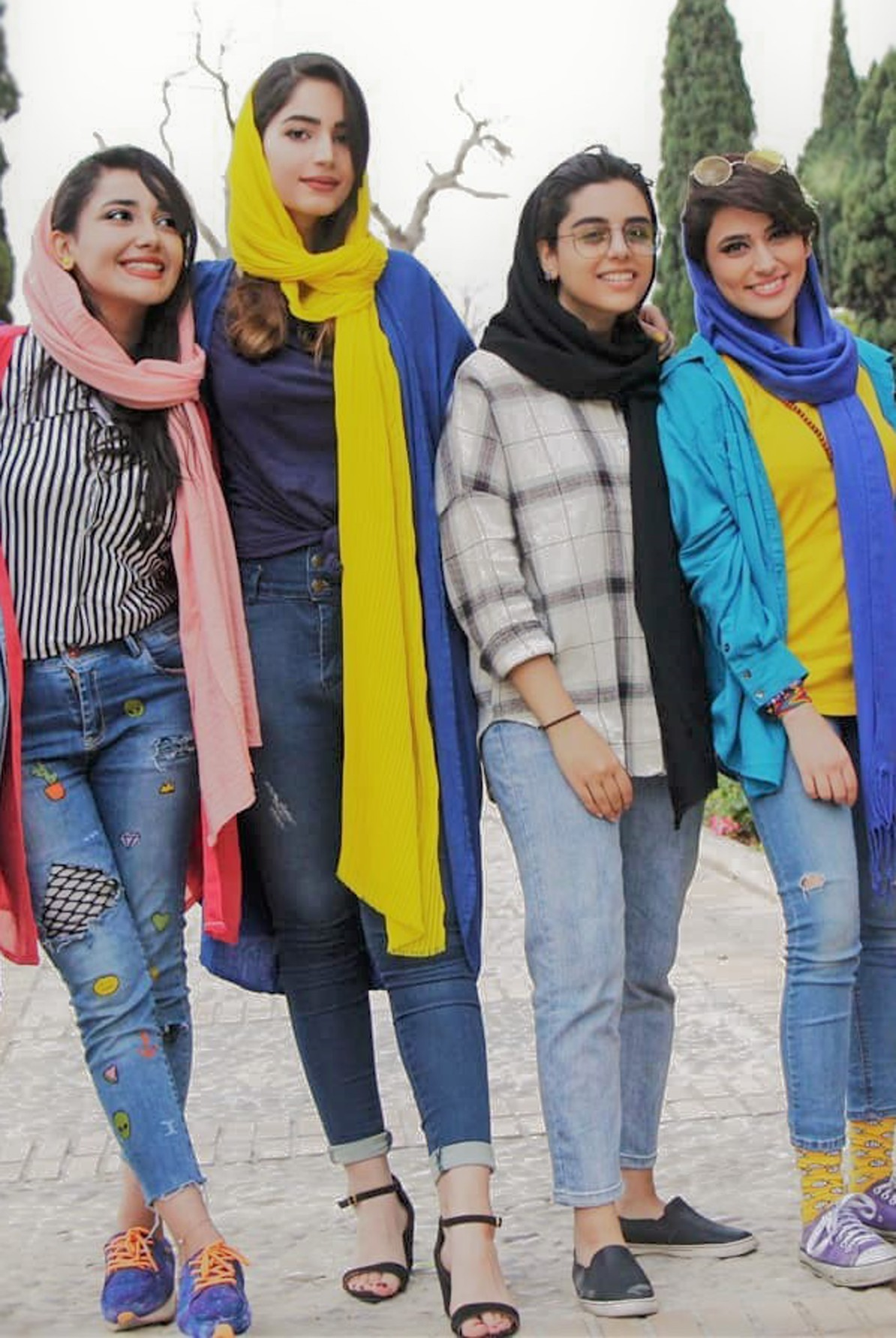
Jugendliche in Schiras, 2017

- Saadi (um 1210–um 1292), Dichter, Philosoph und Schriftsteller
- Hafis (um 1315–um 1390), Dichter und Philosoph
- Mohammad Hasan Schirazi (1815–1895), höchster schiitischer Großajatollah im 19. Jh. (Marja-e taqlid)
- Seyyed ʿAli Muhammad Schirazi (1819–1850), bekannt als der Bab
- Mishkin-Qalam (1826–1912), Kalligraf
- Hasan Balyuzi (1908–1980), Bahai-Gelehrter
- Alī Sāmī Šīrāzī (1910–1989), Archäologe
- Fereidoon Tavallali (1918 oder 1919–1985), Lyriker, Satiriker und Essayist
- Simin Dāneschwar (1921–2012), Schriftstellerin
- Ebrāhim Golestān (* 1922), Erzähler, Filmautor und Regisseur
- Dariush Safvat (1928–2013), Setār- und Santurspieler, Musikwissenschaftler
- Rahman Karimi (1937–2022), Dichter, Schriftsteller, Essayist und Lehrer
- Amin Faghiri (Faqiri) (* 1944), Lehrer und Schriftsteller
- Firouz Naderi (1946–2023), amerikanischer Wissenschaftler, Direktor des NASA Jet Propulsion Laboratory (JPL)
- Valerie Jarrett (* 1956), amerikanische Politikerin, enge Beraterin von Barack Obama
- Seyed Mohammad Oreyzi (1959–2020), Architekt und Künstler
- Nahid Persson Sarvestani (* 1960), iranisch-schwedische Filmregisseurin, Drehbuchautorin und Dokumentarfilmerin
- Nader Ahriman (* 1964), Maler
- Rostam Ghasemi (1964–2022), General und Politiker
- Farshid Moussavi (* 1965), britische Architektin
- Mohammad Rasulof (* 1973), Filmemacher, Produzent und Künstler
- Mike Shariati (* 1973 oder 1974), Pokerspieler
- Ladan und Laleh Bijani (1974–2003), siamesisches Zwillingspaar
- Philipp Niewöhner (* 1975), deutscher Christlicher und Byzantinischer Archäologe
- Ahmad Batebi (* 1977), Menschenrechtsaktivist
- Azadeh Azimi (* 1979 oder 1980), Chorleiterin, führt seit 2000 in Schiras öffentlich klassische europäische Musik auf
- Bahar Pars (* 1979), iranisch-schwedische Schauspielerin und Filmregisseurin
- Sara Naeini (* 1981), Sängerin in Kanada[7]
- Najmeh Abtin (* 1982), Bogenschützin und Olympionikin
- Hossein Molayemi (* 1982), Filmregisseur für Animationsfilme und Drehbuchautor
- Mehrzad Madanchi (* 1985), Fußballspieler
- Elnaz Kompanizare (* 1989), Hürdenläuferin
- Hossein Hosseini (* 1992), Fußballspieler
- Navid Afkari (1993–2020), Ringer
- Mohammadreza Geraei (* 1996), Ringer
- Abdolreza Zarei (* 1996), Fußballspieler

## Nachbarstädte und Sehenswürdigkeiten
- Bischapur, westlich
- Marvdascht, ca. 45 km nördlich
- Firuzabad, ca. 110 km südlich
- Sepidān, Skigebiet ca. 100 km nordwestlich
- Persepolis, ca. 50 km nordöstlich
- Istachr, nordnordöstlich
- Naqsch-e Rostam, nordöstlich

## Städtepartner- und -freundschaften
Chongqing, Volksrepublik China, Partnerschaft seit 2005
 Weimar, Deutschland, Freundschaft seit 2009
 Dresden, Deutschland, Freundschaft seit 2018

## Klimatabelle
|                       | Jan  | Feb  | Mär  | Apr  | Mai  | Jun  | Jul  | Aug  | Sep  | Okt  | Nov  | Dez  |   |      |
| Mittl. Tagesmax. (°C) | 11,7 | 14,6 | 19,3 | 23,2 | 30,2 | 35,5 | 37,2 | 36,4 | 33,3 | 27,6 | 20,1 | 14,0 | ⌀ | 25,3 |
| Mittl. Tagesmin. (°C) | −0,7 | 0,9  | 4,2  | 7,6  | 12,5 | 16,2 | 19,2 | 17,9 | 13,8 | 8,2  | 2,9  | −0,2 | ⌀ | 8,6  |
|                       |      |      |      |      |      |      |      |      |      |      |      |      |   |      |
| Niederschlag (mm)     | 96   | 43   | 37   | 35   | 5    | 0    | 2    | 0    | 0    | 2    | 30   | 55   | Σ | 305  |
|                       |      |      |      |      |      |      |      |      |      |      |      |      |   |      |
| Sonnenstunden (h/d)   | 6,7  | 7,4  | 8,2  | 7,9  | 10,7 | 11,9 | 11,2 | 10,7 | 10,8 | 10,0 | 8,0  | 7,3  | ⌀ | 9,2  |
|                       |      |      |      |      |      |      |      |      |      |      |      |      |   |      |
| Luftfeuchtigkeit (%)  | 64   | 58   | 50   | 47   | 31   | 24   | 22   | 24   | 26   | 34   | 48   | 59   | ⌀ | 40,5 |

| −0,7 |

| 0,9 |

| 4,2 |

| 7,6 |

| 12,5 |

| 16,2 |

| 19,2 |

| 17,9 |

| 13,8 |

| 8,2 |

| 2,9 |

| −0,2 |

| −0,7 |

| 0,9 |

| 4,2 |

| 7,6 |

| 12,5 |

| 16,2 |

| 19,2 |

| 17,9 |

| 13,8 |

| 8,2 |

| 2,9 |

| −0,2 |